# Марк Тулий Декула
Марк Тулий Декула (на латински: Marcus Tullius Decula) e политик на късната Римска република.
Произлиза от фамилията Тулии и е син на Марк Тулий (магистър на Монетния двор през края на 2 век пр.н.е.) и внук на Авъл Тулий.
През 81 пр.н.е., по времето на диктатурата на Сула, е избран за консул заедно с Гней Корнелий Долабела и е привърженик на диктатора.